# ذلك الشعور الغامض (رواية)
ذلك الشعور الغامض (بالإنجليزية: That Uncertain Feeling)‏ هي رواية فكاهية للكاتب الإنجليزي كينجسلي أميس، نشرت عام 1955، عن دار نشر فيكتور غولانس. 